# Estación de Lesseps
Lesseps es una estación de la línea 3 del Metro de Barcelona situada debajo de la plaza Lesseps en el distrito de Gracia de Barcelona.
La estación se inauguró en 1924 como final del primer tramo del Gran Metro de Barcelona. Posteriormente en 1982 con la reorganización de los números de líneas y cambios de nombre de estaciones pasó a ser una estación de la línea 3. Y fue cabecera de la L3 durante muchos años, hasta 1985 con la prolongación de dicha línea hasta Montbau.
Cabe destacar como curiosidad que, desde que se sale de la estación, está indicada la ruta hacia el parque Güell, que se encuentra a algo más de 1 km de la estación. La estación aparece en la película española A tiro limpio (1963).
Se prevé abrir una estación de las líneas 9 y 10 del Metro de Barcelona en 2027.
| << cabecera        | < estación | línea  | estación > | cabecera >>   |
| ------------------ | ---------- | ------ | ---------- | ------------- |
| Metro              |            |        |            |               |
| Zona Universitària | Fontana    |        | Vallcarca  | Trinitat Nova |
| Aeroport T1        | El Putxet  | (2026) | Muntanya   | Can Zam       |
| Pratenc            | El Putxet  | (2026) | Muntanya   | Gorg          |